# Costești (Vaslui)
Costeşti é uma comuna romena localizada no distrito de Vaslui, na região de Moldávia. A comuna possui uma área de 73.60 km² e sua população era de 3235 habitantes segundo o censo de 2007.